# Wilhelm Kulikowski
Wilhelm Kulikowski, ps. Drogomir, W.K.  (ur. 9 kwietnia 1859 we wsi Pawełki, zm. 9 sierpnia 1935 w Warszawie) – polski adwokat, publicysta, działacz polityczny i niepodległościowy

## Życiorys
Urodził się 9 kwietnia 1859 we wsi Pawełki na ziemi kijowskiej, w rodzinie Karola i Teresy z Opockich. Ukończył II Gimnazjum Klasyczne w Kijowie. Następnie studiował na Wydziale Prawnym Uniwersytetu Kijowskiego. Podczas studiów należał do „Korporacji”, tajnej organizacji studentów Polaków. Po studiach odbył obowiązkową służbę wojskową w artylerii. Pod koniec XIX w. zaangażował się w działalność polityczną i niepodległościową wśród młodzieży akademickiej. Przy jego udziale powstało w Kijowie pierwsze koło tajnej organizacji „Zetu”. Wstąpił do Ligi Narodowej. W latach 1901–1902 pracował nad założeniem „Polonii”, konspiracyjnej organizacji akademickiej. Był współzałożycielem i członkiem pierwszego zespołu redakcyjnego, ukazującego się od 1 lutego 1906, czasopisma „Dziennik Kijowski”. W „Dzienniku Kijowskim” pracował do 1910. Udzielał się nadal jako publicysta. Na początku 1918 pracował w zespole redakcyjnym dziennika „Przegląd Polski” w Kijowie (pierwszy numer wyszedł 20 lutego 1918). Od drugiej połowy 1920 pracował w Polsce. Z ramienia Związku Ludowo-Narodowego objeżdżał kraj z odczytami historycznymi i politycznymi. Pisał artykuły do prasy narodowej, objął redakcję dziennika we Włocławku, a w 1922 w Lublinie redakcję „Głosu Lubelskiego”. 
W 1923 został mianowany prezesem Delegacji Repatriacyjnej w Warszawie, prezesem Polskiego Komitetu Wykonawczego na Rusi, którym był do kwietnia 1935, gdy został zredukowany jako urzędnik MSZ. Działał w Narodowej Demokracji.
Zmarł 9 sierpnia 1935 w Warszawie w wieku 75 lat. Został pochowany 13 sierpnia 1935 na cmentarzu Powązkowskim w Warszawie (kwatera 284a-2-16).
Był żonaty, miał córki i synów.

## Ordery i odznaczenia
- Krzyż Oficerski Orderu Odrodzenia Polski (9 listopada 1926)[3]
- Krzyż „Pro Ecclesia et Pontifice” (Watykan)